# Liste der Bischöfe von Lectoure
Die folgenden Personen waren Bischöfe von Lectoure (Frankreich):
- Heuterus
- um 506: Vigile
- um 549: Aletius

- um 990: Bernard I.
- um 1052: Arnaud I.
- um 1060: Johannes I.
- Raimond I.
- 1061–1097: Ebbon
- 1097–1103: Pierre I.
- 1103–1118: Garcias I.
- 1118–1126: Guillaume I. d’Andozile
- 1126 bis um 1160: Vivien
- um 1160–1162 oder 1163: Bertrand I. de Montaut
- um 1175 bis um 1195: Garcias II. Sanche
- 1196 bis um 1205: Bernard II.
- um 1215 bis um 1221: Arnaud II.
- um 1229: Hugues I.
- um 1240: Gaillard de Lambesc
- um 1256: Géraud I.
- um 1257: Guillaume II.
- 1268 bis um 1295: Géraud II. de Montlezun
- um 1296–1302: Pierre II. de Ferrières
- 1303–1307: Raimond II.
- um 1308–1330: Guillaume III. des Bordes
- um 1336: Roger d’Armagnac
- um 1344–1349: Arnaud III. Guillaume de La Barthe
- 1350–1354: Pierre III. Anzelirii
- 1365–1368: Pierre IV.
- 1368–1369: Hugues II.
- 1370–1371: Bernard III.
- 1372 bis um 1375: Vignier
- um 1377–1383: Bérenger
- 1383: Rénier de Malent
- 1383–1384: Eudes
- 1384–1405: Raimond III. de Cambanilla
- um 1407–1416: Arnaud IV. de Peyrac
- 1418–1425: Géraud III. Dupuy
- um 1428–24. Mai 1449: Martin Gutteria de Pampelune
- 1449–1452: Bernard IV. André
- 1453–1479: Amaury
- um 1480–1487: Hugues III. d’Espagne
- 1488–1494: Pierre V. d’Abzac de La Douze
- 21. Dezember 1500 bis 1505: Louis I. Pot
- 1505–1508: Pierre VI. du Faur
- 1509 bis 17. April 1511: Bertrand II. de Lustrac
- 1511–1512: Paul
- 1512–1513: Guillaume IV. de Barton
- 1513–1544: Jean II. de Barton
- 1544–1569: Guillaume V. de Barton
- 1590–1594: Charles de Bourbon
- 1599 bis 24. März 1635: Léger de Plas
- 24. März 1635 bis 12. April 1646: Jean III. d’Estresse
- 1646–1654: Louis II. de La Rochefoucauld
- 21. September 1655 bis 5. Januar 1671: Pierre-Louis Caset de Vautorte
- 1671 bis 22. Dezember 1691: Hugues IV. de Bar
- 6. April 1692 bis 13. Oktober 1717: François-Louis de Polastron
- 1717–1720: Louis III. d’Illers d’Entragues
- 8. Januar 1721 bis 1745: Paul-Robert Hertault de Beaufort
- 1745 bis 14. Mai 1760: Claude-François de Narbonne-Pelet
- 1760 bis 26. Juni 1772: Pierre VII. Chapelle de Jumilhac de Cubjac
- 7. September 1772 bis 1790: Louis-Emmanuel de Cugnac